# El Remedio
El Remedio (en asturiano y oficialmente: El Remediu) es una parroquia del concejo asturiano de Nava, en España.
La parroquia tiene una superficie de 12,95 km², en la que habitan un total de 149 personas (INE, 2015), repartidas entre las 10 poblaciones de la parroquia. Se encuentra a una altitud de unos 200 metros sobre el nivel del mar. Dista unos 3 kilómetros de la capital del concejo, tomando desde ésta la carretera N-634 en dirección a Santander.

## Barrios
- La Calavera
- El Caleyu
- Villamartín Bajo
- Villamartín Alto
- La Faya
- La Rondiella
- La Casona
- El Solanu
- Sierra
- Robléu

## Monumentos
Iglesia de Nuestra Señora de los Remedios dedicada a la virgen de El Remediu. Templo de planta de cruz latina, situada en el centro de la parroquia y de origen Románico.

## Fiestas
La fiesta de El Remediu se celebra el día 15 de agosto y las celebraciones suelen durar 3 días. Se realiza en honor a la virgen de El Remedio celebrándose una procesión por la parroquia

## Comunicaciones
La parroquia, así como la capital, son atravesados, de oeste a este, por la N-634, carretera nacional, que comunica Asturias con Cantabria.
El territorio de El Remedio también es atravesado, de oeste a este, por el Ferrocarril de Vía Estrecha (FEVE), línea Oviedo-Bilbao, con paradas a lo largo del concejo en El Remedio, Llames, Nava, Fuensanta y Ceceda.